# Beňov
Beňov é uma comuna checa localizada na região de Olomouc, distrito de Přerov.